# Kryolithionit
Das Mineral Kryolithionit ist ein sehr seltenes Fluorid aus der Obergruppe der Granate mit der Endgliedzusammensetzung Na3Al2Li3F12. Es kristallisiert im kubischen Kristallsystem mit der Struktur von Granat. Die rhombendodekaedrischen Kristalle sind farblos und transparent und erreichen eine Größe von bis zu 17 cm.
Kryolithionit findet sich in Fluor- und Lithium-reichen Pegmatiten. Außer in seiner Typlokalität, der Kryolith-Lagerstätte Ivigtut in Grönland, wurde Kryolithionit bislang nur in kleinen Mengen an wenigen anderen Orten der Welt gefunden.

## Etymologie und Geschichte
Entdeckt wurde Kryolithionit im Frühjahr 1903 in der Kryolithlagerstätte bei Ivittuut am Arsukfjord in Kommuneqarfik Sermersooq, Grönland vom Bergbauingenieur M. E.-F. Edwards. Niels Viggo Ussing beschrieb 1904 das neue Mineral und benannte es wegen seiner Ähnlichkeit mit Kryolith und seinen hohen Lithiumgehalt Kryolithionit. Auch wies er bereits auf die Verwandtschaft mit Granat hin.
Die Struktur klärte Georg Menzer 1927 in Berlin auf und bestätigte die strukturelle Verwandtschaft von Kryolithionit mit Granat. Eine erneute Strukturuntersuchung 1971 von S. Geller bestätigten Menzers Ergebnisse.

## Klassifikation
Die strukturelle Klassifikation der International Mineralogical Association (IMA) zählt den Kryolithionit zur Granat-Obergruppe, wo er bislang (2013) das einzige Mineral mit 3 positiven Ladungen (Li3) auf der tetraedrisch koordinierten Gitterposition ist.
Bereits in der zuletzt 1977 überarbeiteten 8. Auflage der Mineralsystematik nach Strunz gehörte der Kryolithionit zur Mineralklasse der „Halogenide“ und dort zur Abteilung „Doppelhalogenide“, wo er zusammen mit Boldyrevit (diskreditiert 2006), Chukhrovit, Creedit, Elpasolith, Gearksutit, Jarlit, Kryolith, Tikhonenkovit, Usovit und Yaroslavit die „Kryolith-Elpasolith-Gruppe“ mit der Systemnummer III/B.03 bildete.
In der zuletzt 2018 überarbeiteten Lapis-Systematik nach Stefan Weiß, die formal auf der alten Systematik von Karl Hugo Strunz in der 8. Auflage basiert, erhielt das Mineral die System- und Mineralnummer III/B.03-010. Dies entspricht ebenfalls der Abteilung „Doppelhalogenide“, wo Kryolithionit zusammen mit Bøgvadit, Calcjarlit, Colquiriit, Elpasolith, Fluornatrocoulsellit, Jarlit, Jørgensenit, Kryolith und Simmonsit eine unbenannte Gruppe mit der Systemnummer III/B.03 bildet.
Die von der International Mineralogical Association (IMA) zuletzt 2009 aktualisierte 9. Auflage der Strunz’schen Mineralsystematik ordnet den Kryolithionit in die Abteilung „Komplexe Halogenide“ ein. Diese ist weiter unterteilt nach der Art und der Struktur der Fluoridkomplexe, so dass das Mineral entsprechend seiner Zusammensetzung und seinem Aufbau in der Unterabteilung „Insel-Aluminofluoride (Neso-Aluminofluoride)“ zu finden ist, wo es als einziges Mitglied eine unbenannte Gruppe mit der Systemnummer 3.CB.05 bildet.
In der vorwiegend im englischen Sprachraum gebräuchlichen Systematik der Minerale nach Dana hat Kryolithionit die System- und Mineralnummer 11.06.04.01. Dies entspricht ebenfalls der Klasse der „Halogenide“ und dort der Abteilung „Komplexe Halogenide – Aluminiumfluoride“, wo das Mineral als einziges Mitglied in einer unbenannte Gruppe mit der Systemnummer 11.06.04 innerhalb der Unterabteilung „Komplexe Halogenide - Aluminiumfluoride mit verschiedenen Formeln“ zu finden ist.

## Kristallstruktur
Kryolithionit kristallisiert mit kubischer Symmetrie in der Raumgruppe Ia3d (Raumgruppen-Nr. 230) und dem Gitterparameter a = 12,122 Å sowie 8 Formeleinheiten pro Elementarzelle.
Die Struktur ist die von Granat. Natrium (Na+) besetzt die dodekaedrisch von 8 Sauerstoffen umgebene X-Position, Aluminium (Al3+) die oktaedrisch von 6 Sauerstoffen umgebene Y-Position und Lithium (Li+) die tetraedrisch von 4 Sauerstoffen umgebene Z-Position.

## Bildung und Fundorte
Kryolithionit bildet sich in der Spätphase der Kristallisation von Fluor- und Lithium-reichen Pegmatiten. An seiner Typlokalität, der Kryolithlagerstätte bei Ivittuut am Arsukfjord in Kommuneqarfik Sermersooq, Grönland, wurde er in Form cm- bis dm-großer Kristalle eingeschlossen in Kryolith gefunden. Kryolith und Kryolithionit treten hier zusammen mit Quarz, Fluorit und Siderit auf.
In der Gasberg Topas-Kryolith-Mine bei Miass im Ilmen-Gebirge, Oblast Tscheljabinsk im südlichen Ural, Russland wurden grapfische Verwachsungen von Kryolith und Kryolithionit in einer ein Meter großen Druse eines Granit-Pegmatits gefunden. Am Kontakt zum Granit trat Kryolithionit zusammen mit Chiolith und Fluorit auf.
Im Zapot Pegmatit nahe Hawthorne im Mineral County (Nevada), Nevada, USA treten massig feinkristalliene Verwachsungen von Kryolithionit mit Kryolith, Simmonsit und Spuren von Elpasolith und Topas auf. Diese primäre Paragenese wurde zum Teil umgewandelt in Pachnolith, Weberit, Prosopit, Hydrokenoralstonit, Fluorit und eine zweite Generation Kryolithionit.
Des Weiteren konnte das Mineral bisher (Stand: 2017) nur noch in einem weitern Pegmatit im Südural (Suran Lagerstätte) und in einem Aufschluss bräunlich-gelber Verwitterungsprodukte bei Rio Verde in San Luis Potosí, Mexiko nachgewiesen werden.